# Wapen van Roggel

Wapen van Roggel

Het wapen van Roggel werd op 15 juli 1818 bevestigd door de Hoge Raad van Adel aan de Limburgse gemeente Roggel. Per 1991 werd Neer toegevoegd aan de gemeente Roggel. De sleutel uit het wapen van Roggel werd met het wapen van Neer samengevoegd tot het nieuwe wapen van Roggel per 15 september 1992, maar dit wapen wordt, ondanks de gegevens in de Databank Overheidsheraldiek, toch meer gezien als het wapen van Roggel en Neer in verband met de naamswijziging, Roggel en Neer, per 1993. Na opheffing van gemeente Roggel en Neer per 2007 valt Roggel onder de fusiegemeente Leudal..

## Blazoenering
De blazoenering van het wapen luidde als volgt:
Van lazuur, beladen met het beeld van St. Pieter van goud.
De heraldische kleuren zijn lazuur (blauw) en goud (goud of geel). Dit zijn de rijkskleuren. Niet vermeld wordt dat de heilige in zijn rechterhand een sleutel en in zijn linkerhand een boek vasthoudt en dat het geheel op een grond staat, uitkomend in de schildvoet.

## Geschiedenis
Sint Petrus is de patroonheilige van Roggel sinds 1324. De schepenbank gebruikte sinds 1685 een zegel met sint Petrus afgebeeld, waarbij zijn attributen anders afgebeeld werden. Op basis van dit gegeven bevestigde de Hoge Raad van Adel het wapen. Het wapen van Roggel was het eerste Limburgse gemeentewapen dat bevestigd werd.

## Verwante wapens

wapen van Roggel en Neer